# HAT-P-9
HAT-P-9は12等級の恒星であり、ぎょしゃ座の方向に約1,500光年離れた位置にある。
| 太陽 | HAT-P-9   |
| ---- | --------- |
| 太陽 | Exoplanet |

## 惑星系
HAT-P-9の周囲を公転する太陽系外惑星HAT-P-9bが、2008年にトランジット法を用いて発見された。
| 名称 （恒星に近い順） | 質量           | 軌道長半径 （天文単位） | 公転周期 (日)     | 軌道離心率 | 軌道傾斜角  | 半径           |
| --------------------- | -------------- | ----------------------- | ----------------- | ---------- | ----------- | -------------- |
| b (Alef)              | 0.78 ± 0.09 MJ | 0.053 ± 0.002           | 3.92289 ± 4 ×10−5 | 0          | 86.5 ± 0.2° | 1.40 ± 0.06 RJ |

## 名称
2019年、世界中の全ての国または地域に1つの系外惑星系を命名する機会を提供する「IAU100 Name ExoWorldsプロジェクト」において、HAT-P-9系はイスラエル国に割り当てられる惑星系となった。このプロジェクトは、「国際天文学連合100周年事業」の一環として計画されたイベントの1つで、イスラエル国内での選考、国際天文学連合 (IAU) への提案を経て太陽系外惑星とその主星に固有名が承認されるものであった。2019年12月17日、IAUから最終結果が公表され、HAT-P-9はTevel、HAT-P-9 bはAlefと命名された。これらはヘブライ語で宇宙とその始まりを象徴する言葉に由来している。Tevel は、ヘブライ文字（アレフベート）の最後の文字taf (taw)で始まる言葉で、宇宙または万物を意味する。Alef は、ヘブライ文字の最初の文字であり、牡牛を意味する言葉でもある。